# Force aérienne royale de Brunei
La Force aérienne royale de Brunei est la composante aérienne des Forces armées brunéiennes.

## Aéronefs
Les appareils en service en 2016 sont les suivants :
| Aéronefs                       | Origine            | Type                                     | En service         | Versions           |                    |                    |
| avion de transport             | avion de transport | avion de transport                       | avion de transport | avion de transport | avion de transport | avion de transport |
| ------------------------------ | ------------------ | ---------------------------------------- | ------------------ | ------------------ | ------------------ | ------------------ |
| CASA CN-235                    | Union européenne   | Avion de transport                       | 1                  |                    |                    |                    |
| Lockheed C-130J Super Hercules | États-Unis         | Avion de transport                       | 0+1                |                    |                    |                    |
| avion d'entrainement           |                    |                                          |                    |                    |                    |                    |
| Pilatus PC-7                   | Suisse             | Avion d'entrainement                     | 4                  | MK II              |                    |                    |
| Hélicoptère                    |                    |                                          |                    |                    |                    |                    |
| Bell 206                       | États-Unis         | Hélicoptère utilitaire et d'entrainement | 3                  |                    |                    |                    |
| Bell 214                       | États-Unis         | Hélicoptère de transport                 | 1                  |                    |                    |                    |
| Sikorsky S-70                  | États-Unis         | Hélicoptère de transport                 | 12                 |                    |                    |                    |
| Bölkow Bo 105                  | /                  | Hélicoptère utilitaire léger             | 6                  |                    |                    |                    |